# Hemibagrus johorensis
Hemibagrus johorensis är en fiskart som först beskrevs av Herre, 1940.  Hemibagrus johorensis ingår i släktet Hemibagrus och familjen Bagridae. Inga underarter finns listade i Catalogue of Life.